# Julius Ludwig August Koch
Julius Ludwig August Koch (ur. 4 grudnia 1841 w Laichingen, zm. 25 czerwca 1908 w Zwiefalten) – niemiecki lekarz psychiatra, dyrektor zakładu psychiatrycznego w Zwiefalten.
Początkowo pracował jako chemik, następnie ukończył studia medyczne w Tybindze i po ich ukończeniu praktykował jako lekarz asystent w zakładzie psychiatrycznym w Göppingen. W 1874 mianowany dyrektorem zakładu psychiatrycznego w Zwiefalten. Przeszedł na emeryturę w 1898. Pozostawił szereg prac filozoficznych i psychopatologicznych, jako jeden z pierwszych psychiatrów zajmował się tematyką zaburzeń osobowości.

## Wybrane prace
- Über das Hirn eines Buschweibes. 1867
- Vom Bewusstsein in Zuständen sog. Bewusstlosigkeit. F. Enke, 1877
- Erkenntnisstheoretische Untersuchungen. E. Herwig, 1883
- Die Wirklichkeit und ihre Erkenntnis. Eine systematische Erörterung und kritisch vergleichende Untersuchung der Hauptgegenstände der Philosophie. Göppingen: Herwig, 1886
- Die psychopathischen Minderwertigkeiten. Ravensburg: Maier 1891/93
- Das Nervenleben des Menschen in guten und bösen Tagen. 1895